# Macromia macula
Macromia macula – gatunek ważki z rodziny Macromiidae.